# Gersthofen
Gersthofen is een plaats in de deelstaat Beieren, in het zuiden van Duitsland. De plaats ligt aan de rivier de Lech en ten noorden, bijna tegen Augsburg aan. De Romantische Straße, een van de bekendste toeristische routes door Duitsland, komt door Gersthofen.
Toen in de 6e en 7e eeuw na Chr. Gersthofen zich begon te ontwikkelen, konden de mensen van de Romeinse weg de Via Claudia gebruikmaken. Nu nog ligt er in het gebied behalve de Romantische Straße als fietsroute, een fietsroute die Via Claudia heet.
Adelsried ·
Allmannshofen ·
Altenmünster ·
Aystetten ·
Biberbach ·
Bobingen ·
Bonstetten ·
Diedorf ·
Dinkelscherben ·
Ehingen ·
Ellgau ·
Emersacker ·
Fischach ·
Gablingen ·
Gersthofen ·
Gessertshausen ·
Graben ·
Großaitingen ·
Heretsried ·
Hiltenfingen ·
Horgau ·
Kleinaitingen ·
Klosterlechfeld ·
Königsbrunn ·
Kühlenthal ·
Kutzenhausen ·
Langenneufnach ·
Langerringen ·
Langweid am Lech ·
Meitingen ·
Mickhausen ·
Mittelneufnach ·
Neusäß ·
Nordendorf ·
Oberottmarshausen ·
Scherstetten ·
Schwabmünchen ·
Stadtbergen ·
Thierhaupten ·
Untermeitingen ·
Ustersbach ·
Walkertshofen ·
Wehringen ·
Welden ·
Westendorf ·
Zusmarshausen